# Skoll Foundation

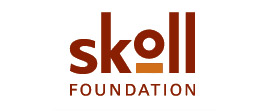

Die Skoll Foundation ist eine im Jahre 1999 von Jeff Skoll gegründete Stiftung mit dem Ziel der Unterstützung von Social Entrepreneurship (Sozialunternehmertum). Innerhalb weniger Jahre wurde sie neben Ashoka und der Schwab Foundation for Social Entrepreneurship zu einer der weltweit bedeutendsten Stiftungen in diesem Bereich.
Das im Jahr 2004 gegründete Skoll Centre for Social Entrepreneurship der Saïd Business School an der Universität Oxford wurde mit einer Spende der Skoll Foundation finanziert. Die Skoll Foundation organisiert auch das jährliche dort stattfindende Skoll World Forum on Social Entrepreneurship. Das Motto des Forums lautet: „Unser Ziel ist es, die Wirkung der weltweit führenden Sozialunternehmer zu beschleunigen, indem wir sie mit den wesentlichen Partnern in einem kollaborativen Streben nach Lernen, Wirkungssteigerung und sozialem Wandel in großem Maßstab zusammenbringen.“ (engl.: “Our mission is to accelerate the impact of the world’s leading social entrepreneurs by uniting them with essential partners in a collaborative pursuit of learning, leverage, and large-scale social change.“)
Der jährlich vergebene Skoll Awards for Social Entrepreneurship ist eine der zentralen Förderwege der Stiftung.

## Skoll Awards for Social Entrepreneurship

### 2005 Skoll Awards
| Organisation                          | Preisträger              | Arbeitsbereich |
| ------------------------------------- | ------------------------ | --- |
| Barefoot College                      | Bunker Roy               | Bereitstellung grundlegender Dienstleistungen und Lösungen für ländliche Gemeinden in den am wenigsten entwickelten Ländern, unter anderem in den Bereichen Solarelektrifizierung, sauberes Wasser, Bildung, Entwicklung des Lebensunterhalts, Aktivismus und Stärkung der Rolle der Frau. |
| CAMFED                                | Ann Cotton               | Bekämpfung von Armut und Ungleichheit in den afrikanischen Ländern südlich der Sahara durch Bildung für Mädchen und Stärkung der Rolle junger Frauen. |
| Center for Digital Inclusion          | Rodrigo Baggio           | Digitale Befähigung zur Förderung von Unternehmertum, Bildung und Bürgersinn. |
| Citizen Schools                       | Eric Schwarz             | Bereitstellung von Ganztagsangeboten für öffentliche Mittelschulen in einkommensschwachen Gemeinden, um die Aktivitäts- und Chancenlücke zwischen reichen und armen Schülern zu schließen. |
| Fair Trade USA                        | Paul Rice                | Unterstützung von Landwirten, Arbeitern und Fischern bei der Überwindung der Armut und der Verbesserung ihrer Lebensumstände sowie Förderung nachhaltiger Existenzgrundlagen und sicherer Arbeitsbedingungen, des Umweltschutzes und starker, transparenter Lieferketten durch die Zertifizierung des Fairen Handels. Führender Zertifizierer von Fair-Trade-Produkten in Nordamerika. |
| Fundacion Paraguaya                   | Martin Burt              | Bietet Mikrofinanzdienstleistungen für mehr als 78.000 kleine und aufstrebende Kleinstunternehmer, ein unternehmerisches und finanzielles Bildungsprogramm für Kinder und Jugendliche und eine sich selbst tragende Landwirtschaftsschulen, die Kinder armer Bauern zu "ländlichen Unternehmern" ausbildet. Dieses Programmmodell wird von einer separaten NRO, TeachAManToFish, auf der ganzen Welt verbreitet. |
| GoodWeave                             | Nina Smith               | Ein Zertifizierungsprogramm, das dazu beitragen soll, die Kinderarbeit in der Teppichindustrie zu beenden, den Kindern in den Webereigemeinden Bildungsmöglichkeiten zu bieten und den marktorientierten Ansatz auf andere Sektoren auszuweiten. |
| Institute for One World Health        | Victoria Hale            | Gemeinnütziges pharmazeutisches Unternehmen, das sichere und wirksame neue Arzneimittel zur Behandlung von Krankheiten entwickelt und deren Verfügbarkeit und Zugänglichkeit sicherstellt, von denen Menschen in ressourcenbegrenzten Gebieten unverhältnismäßig stark betroffen sind. Der Schwerpunkt der Entwicklungsbemühungen liegt auf der Behandlung von Durchfallerkrankungen, der Sicherstellung der Versorgung mit Malariamitteln und der Entwicklung eines neuen Instruments zur Eindämmung der Ausbreitung von HIV. |
| International Development Enterprises | Amitabha Sadangi         | Bietet langfristige Lösungen für die Bekämpfung von Armut, Hunger und Unterernährung in Indien, wobei der Schwerpunkt darauf liegt, die Produktivität der Landwirtschaft auf kleinen Parzellen durch erschwingliche, kostengünstige Technologien wie Tretpumpen, Tropf- und Sprinklerbewässerungssysteme zu steigern. |
| KickStart International               | Nick Moon, Martin Fisher | Ziel ist es, Menschen kostengünstig und nachhaltig aus der Armut zu holen, indem armen, ländlichen, unternehmerisch denkenden Landwirten in Afrika südlich der Sahara Geschäftsmöglichkeiten eröffnet werden. Entwickelt und vermarktet einfache landwirtschaftliche Geräte für den lokalen Verkauf, wie z. B. von Menschen betriebene Bewässerungspumpen, mit denen die Landwirte das ganze Jahr über Ernten anbauen können.                                                                                                  |
| Root Capital                          | Willy Foote              | Wirtschaftliche Entwicklung in armen, ländlichen und umweltgefährdeten Gebieten wie Afrika und Lateinamerika durch die Bereitstellung von Kapital, die Durchführung von Finanzschulungen und die Stärkung von Marktverbindungen für kleine landwirtschaftliche Betriebe, die für Mikrofinanzierungen zu groß sind, aber von herkömmlichen Banken oft ignoriert werden. |
| Sonidos de la Tierra                  | Luis Szaran              | Ziel ist es, durch Musik soziales Kapital zu schaffen und die Armut zu verringern. Wendet Methoden an, um die Lernfähigkeit der Menschen zu verbessern, und unterstützt Einzelpersonen und Gruppen, die ihre Lebenskompetenzen verbessern wollen. Fördert selbstbestimmte Lösungen, Gemeinschaftssolidarität, Umweltschutz, nachhaltigen Tourismus sowie kulturelle und künstlerische Ausdrucksformen auf der Grundlage einer integrierten menschlichen Entwicklung.                                                           |
| WITNESS                               | Gillian Caldwell         | Einsatz von Videotechnologie als Instrument für die Förderung der Menschenrechte. Schulung von Menschenrechtsverteidigern in der sicheren, effektiven und ethischen Nutzung von Video und Bereitstellung innovativer Technologielösungen zur Stärkung der Rolle der Bürgermedien in Justiz- und Rechenschaftsmechanismen. |

### 2006 Skoll Awards
| Organisation                                                 | Preisträger                    | Arbeitsbereich |
| ------------------------------------------------------------ | ------------------------------ | --- |
| Afghan Institute of Learning                                 | Sakena Yacoobi                 | Wendet einen ganzheitlichen Ansatz für den Wiederaufbau des Bildungs- und Gesundheitswesens in Afghanistan an, bei dem Ausbildungs- und Gesundheitsprogramme kombiniert werden. |
| Aflatoun                                                     | Jeroo Billimoria               | Internationales Netz von Nichtregierungsorganisationen mit Sitz in Amsterdam, das Kinder über ihre Rechte und Pflichten aufklärt und ihnen zeigt, wie man spart und mit Geld umgeht, indem man eigene soziale und finanzielle Unternehmen gründet. |
| Benetech                                                     | Jim Fruchterman                | Wendet das Modell eines Technologie-Start-ups auf soziale Unternehmen an und bietet neue Technologielösungen an, um der Menschheit zu dienen und Menschen zu befähigen, ihr Leben zu verbessern. |
| Ceres                                                        | Mindy Lubber                   | Nutzt ein Netzwerk von Investoren, Unternehmen und öffentlichen Interessengruppen, um für eine führende Rolle im Bereich der Nachhaltigkeit einzutreten und die Einführung nachhaltiger Geschäftspraktiken und Lösungen zu fördern, wobei der Schwerpunkt auf Partnern wie führenden Investoren, Vordenkern der Fortune-500-Unternehmen und politischen Entscheidungsträgern liegt. |
| Ciudad Saludable                                             | Albina Ruiz                    | Der Schwerpunkt liegt auf der Entwicklung eines neuen Modells für die Bewirtschaftung fester Abfälle, das interdisziplinär, partizipativ und fortschrittlich ist und die wirtschaftlichen, sozialen und ökologischen Aspekte der Recycler berücksichtigt. |
| Community and Individual Development Association City Campus | Taddy Blecher                  | Zusammen mit Tochterorganisationen hat CIDA City Campus dazu beigetragen, fünf frei zugängliche Hochschulen zu schaffen und 5.500 arbeitslose Jugendliche in Südafrika aus der Armut zu holen. |
| Health Care Without Harm                                     | Gary Cohen                     | Setzt sich dafür ein, den Gesundheitssektor weltweit zu verändern, um ihn ökologisch nachhaltig zu machen, und setzt sich für Umweltgesundheit und -gerechtigkeit ein. Fördert die Entwicklung und Umsetzung sicherer und umweltfreundlicher Praktiken, Verfahren und Produkte im Gesundheitswesen durch die Zusammenarbeit mit Ärzten, Krankenschwestern, Krankenhäusern, Gesundheitssystemen, Berufsverbänden, Nichtregierungsorganisationen, Regierungen und internationalen Organisationen. Diese Arbeit umfasst die nachhaltige Abfallentsorgung im Gesundheitswesen, grünes Bauen, sicherere Alternativen zu gefährlichen Chemikalien, die Verringerung des Klima-Fußabdrucks des Gesundheitswesens und das Eintreten für ein gesundes Klima im Gesundheitssektor. |
| Institute for Development Studies and Practices              | Quratulain Bakhteari           | Nationale pakistanische Einrichtung, die Einzelpersonen und Gemeinschaften ausbildet und fördert. Sie eröffnet Lernräume für Bildung, Lebensunterhalt, Frieden und Pluralismus für eine Bevölkerung, die größtenteils von Bildungs- und Wirtschaftsmöglichkeiten ausgeschlossen ist. |
| International Bridges to Justice                             | Karen Tse                      | Schützt die grundlegenden Rechte einfacher Bürger in Entwicklungsländern, insbesondere das Recht auf eine kompetente Rechtsvertretung, den Schutz vor grausamer und ungewöhnlicher Bestrafung und ein faires Verfahren. |
| PeerForward (name at time of award was College Summit)       | J.B. Schramm                   | Partnerschaften mit Schulen und Bezirken in den Vereinigten Staaten zur Förderung der College-Kultur und zur Erhöhung der Einschreibequoten, damit die Schüler die High School mit dem Ziel abschließen, ein College zu besuchen und eine Karriere zu beginnen. |
| Riders for Health                                            | Barry Coleman, Andrea Coleman  | Arbeitet daran, die Kapazität und Effizienz der Gesundheitsversorgung in Afrika zu verbessern. Kümmert sich um Transport und Logistik, einen der am meisten vernachlässigten Aspekte der Gesundheitsversorgung in Afrika, indem es ein Netz von Motorrädern, Krankenwagen und anderen Fahrzeugen verwaltet, um den Zugang zur Gesundheitsversorgung zu verbessern, und Partnerschaften mit lokalen NROs und anderen Organisationen eingeht, um Ausbildungs- und Beschäftigungsmöglichkeiten zu schaffen. |
| Room to Read                                                 | John Wood                      | Konzentriert sich auf systemische Veränderungen innerhalb der Schule in einkommensschwachen Ländern während der frühen Grundschulzeit und der Sekundarstufe für die Bildung von Mädchen in Entwicklungsländern weltweit. Hat ein replizierbares Modell entwickelt, um die Lese- und Schreibfähigkeiten von Grundschulkindern zu fördern und Mädchen dabei zu helfen, die Sekundarschule mit Fähigkeiten für das Leben und den schulischen Erfolg abzuschließen. |
| Roots of Peace                                               | Heidi Kuhn                     | Arbeitet in kriegszerstörten Ländern auf der ganzen Welt an der Wiederherstellung des Landes und der Gemeinden durch die Beseitigung von Landminen, nicht zur Wirkung gelangten Kampfmitteln und anderen Kriegsüberbleibseln. Außerdem hilft sie bei der Wiederherstellung von Einkommen durch den Einsatz neuer Technologien und landwirtschaftlicher Techniken zur Steigerung der Erträge und der Nachhaltigkeit. |
| Saude Crianca                                                | Vera Cordeiro                  | Hilft Kindern, die im Krankenhaus waren und unter der Armutsgrenze leben, indem es Berufsausbildungen für Familienmitglieder anbietet, Programme für schwangere Frauen und Jugendliche durchführt und die wirtschaftliche und soziale Selbstversorgung ihrer Familien unterstützt. Dadurch konnte die Anzahl der Tage, die die Kinder im Krankenhaus verbracht haben, verringert, das Familieneinkommen und die Beschäftigung erhöht, das Wohneigentum vergrößert und die Anzahl der Kinder der Familie in der Schule erhöht werden. |
| Search for Common Ground                                     | Susan Collin Marks, John Marks | Hilft Gemeinschaften in aller Welt, mit Konflikten auf kooperative und problemlösende Weise umzugehen, und zwar sowohl durch traditionelle Konfliktlösungstechniken als auch durch die Produktion von Medien und die Organisation von Gemeinschaften, wobei der Schwerpunkt auf drei Hauptwegen zum Frieden liegt: Dialog, Medien und Gemeinschaft. |
| VillageReach                                                 | Blaise Judja-Sato              | Verbesserung des Zugangs zu einer hochwertigen Gesundheitsversorgung für die am stärksten unterversorgten Bevölkerungsgruppen und anschließende Umsetzung dieser Verbesserungen in einem nachhaltigen Maßstab. Der Schwerpunkt liegt auf Hindernissen auf der "letzten Meile" der Gesundheitsversorgung, wie z. B. Verfügbarkeit von Medikamenten, Personalmangel, Datentransparenz und fehlende Infrastruktur. |

### 2007 Skoll Awards
| Organisation                   | Preisträger                       | Arbeitsbereich |
| ------------------------------ | --------------------------------- | --- |
| Friends-International          | Sebastien Marot                   | Arbeitet mit marginalisierten städtischen Kindern und Jugendlichen durch den Aufbau von Unterstützungssystemen in der Gemeinde und durch lokale Geschäftspartner. Betreibt auch das Kinderschutznetzwerk ChildSafe. |
| Fundacion Escuela Nueva        | Vicky Colbert                     | Hilft bei der Verbesserung der Bildung von Kindern mit einem Modell, das den Lernenden und die Art und Weise, wie Kinder lernen, in den Mittelpunkt stellt und die Qualität, Relevanz und Effizienz der Bildung verbessert. Arbeitet mit Schülern, Lehrern, Bildungsverwaltern und Gemeinden zusammen, um das Lernen kindzentriert und kooperativ zu gestalten. Das Projekt wurde in Kolumbien ins Leben gerufen und hat sich seit 2007 auf 16 lateinamerikanische Länder, Vietnam, Osttimor und Sambia ausgeweitet. |
| Global Footprint Network       | Mathis Wackernagel, Susan Burns   | setzt sich dafür ein, dass die Metrik des Ökologischen Fußabdrucks verstärkt eingesetzt wird, damit die Auswirkungen des Menschen auf die Umwelt besser überwacht, verfolgt und reduziert werden können. |
| Gram Vikas                     | Joe Madiath                       | Sie kümmert sich um die Bedürfnisse ländlicher Gemeinden in den Bereichen Bildung, Gesundheit, sauberes Trinkwasser, Abwasserentsorgung, Lebensunterhalt und alternative Energien, und zwar in einer Weise, die "nachhaltig, sozial integrativ, geschlechtergerecht und befähigend" ist. |
| Kashf Foundation               | Roshaneh Zafar                    | Mikrofinanzinstitution, die sich an einkommensschwache Frauen in Pakistan richtet und sich durch die Erhebung eines nachhaltigen Preises für ihre Dienstleistungen selbst trägt. |
| Manchester Bidwell Corporation | William Strickland                | Schafft ein Bildungsumfeld für Erwachsene in Übergangsphasen sowie für städtische und gefährdete Jugendliche im Südwesten Pennsylvanias. Bietet eine Vielzahl von Programmen und Partnerschaften an, darunter Berufsausbildung für Erwachsene, Kunsterziehung für Jugendliche, Jazz-Präsentationen sowie Orchideen- und Blumenverkauf. |
| Marine Stewardship Council     | Rupert Howes                      | Fördert die Zertifizierung und Kennzeichnung von Fischereien, um eine nachhaltigere Fischerei und den Verzehr von Meeresfrüchten zu fördern. |
| Verité                         | Daniel Viederman                  | Findet Lösungen für schwere Menschenrechtsverletzungen wie Kinderarbeit, Sklaverei, systematische Diskriminierung von Frauen, gefährliche Arbeitsbedingungen und unbezahlte Arbeit durch die Verbesserung von Geschäftspraktiken. Arbeitet sowohl mit einzelnen Unternehmen als auch mit Arbeitnehmern, Nichtregierungsorganisationen, Regierungen und Handelsorganisationen zusammen, um die Standards für ganze Branchen zu verbessern.                                                                            |
| WE (Free the Children)         | Marc Kielburger, Craig Kielburger | Internationale Wohltätigkeitsorganisation und Bildungspartner mit mehreren Programmen für die Jugendbildung, darunter ein einjähriges Bildungsprogramm zur Förderung von Fähigkeiten für den sozialen Wandel und das Entwicklungsmodell Adopt a Village für nachhaltige Entwicklung in Lateinamerika, Afrika und Asien. |
| YouthBuild USA                 | Dorothy Stoneman                  | Entwicklungsprogramm für Jugend und Kommunen, das sich an einkommensschwache Jugendliche richtet, die sich nicht in einer schulischen, beruflichen oder sonstigen Ausbildung befinden. Es ermöglicht ihnen, auf einen Schulabschluss hinzuarbeiten und Berufserfahrung zu sammeln, indem sie erschwingliche Wohnungen in ihren Gemeinden bauen. |

### 2008 Skoll Awards
| Organisation                                                                   | Preisträger                            | Arbeitsbereich |
| ------------------------------------------------------------------------------ | -------------------------------------- | --- |
| Amazon Conservation Team                                                       | Mark Plotkin, Liliana Madrigal         | Arbeitet mit indigenen Gruppen in Südamerika zusammen, um den tropischen Regenwald zu erhalten. Ihre Arbeit umfasst die Planung der Waldbewirtschaftung, die Schulung in der Nutzung von Kartierungstechnologien und Initiativen wie die Erweiterung des Nationalparks Chiribiquete. |
| American Council on Renewable Energy                                           | Michael Eckhart                        | Aufbau einer privat finanzierten Industrie für erneuerbare Energien durch Partnerschaften mit führenden Unternehmen und Investoren im Bereich der erneuerbaren Energien in der ganzen Welt. |
| Arzu                                                                           | Connie Duckworth                       | Verbessert das Leben verarmter afghanischer Frauen durch ethische, handwerkliche Beschäftigung, Bildung und Zugang zur Gesundheitsversorgung. |
| Digital Divide Data                                                            | Jeremy Hockenstein, Mai Siriphongphanh | "Impact Sourcing"-Modell, das Unternehmensdienstleistungen an junge Menschen aus sehr armen Familien in Kambodscha und Laos auslagert. Es bietet Dienstleistungen für digitale Inhalte für eine Vielzahl von Unternehmen und Branchen sowie für Regierungsbehörden und Nichtregierungsorganisationen an und bietet Jugendlichen berufliche Chancen und ein höheres Einkommen. |
| Kiva                                                                           | Premal Shah, Matt Flannery             | Mikrokredite zur Linderung der Armut. Ein Modell, das es Einzelpersonen ermöglicht, Kredite ab 25 Dollar zu vergeben, um Menschen, die keinen Zugang zu traditionellen Bankensystemen haben, Geschäftsmöglichkeiten zu eröffnen. |
| mothers2mothers                                                                | Gene Falk, Mitchell Besser             | Nutzt einen Peer-to-Peer-Ansatz, um HIV-positive Frauen in Afrika zu Gesundheitshelfern auszubilden. Diese Gesundheitshelferinnen unterstützen sowohl die Haushalte als auch die unterbesetzten Gesundheitseinrichtungen. Dies verbessert die Gesundheit der Gemeinschaft, stärkt gefährdete Frauen und trägt dazu bei, die Mutter-Kind-Übertragung von HIV zu verhindern. |
| OneSky                                                                         | Jenny Bowen                            | Arbeitet in Kinderfürsorgeeinrichtungen, um die Bedingungen für ausgesetzte kleine Mädchen in China zu verbessern. Schulung von Betreuern, Lehrern und Pflegeeltern, um die Kinder zu pflegen und ihre gesunde Entwicklung zu fördern. Sie hat ihre Arbeit auf Kleinkinder unter sechs Jahren ausgeweitet, die in ländlichen Dörfern zurückgelassen wurden, weil ihre Eltern zum Arbeiten in die Städte abgewandert sind. Außerdem hat sie in Vietnam ein Zentrum für frühkindliche Bildung eröffnet, um Kindern von Wanderarbeitern zu helfen. |
| Partners in Health                                                             | Paul Farmer                            | Partnerschaften mit Schwesterorganisationen zum Aufbau von Gesundheitseinrichtungen in armen Gegenden. Schulung von lokalem Gesundheitspersonal in einer ganzheitlichen Methode zur Betreuung der Patienten während der gesamten Behandlung, häusliche Gesundheitsfürsorge und Versorgung mit Nahrungsmitteln, Wohnraum und sauberem Wasser. Die Organisation arbeitet in einigen der ärmsten Gemeinden der Welt und hat Programme zur Bekämpfung von Krebs und chronischen Krankheiten, Cholera, HIV/AIDS, Chirurgie, Frauen- und Kindergesundheit, kommunalen Gesundheitshelfern, psychischer Gesundheit und Tuberkulose entwickelt. Sie betreibt Ausbildungskrankenhäuser und Gesundheitseinrichtungen und arbeitet auch mit der WHO und anderen Organisationen bei der Behandlung von Ebola zusammen. |
| PeaceWorks                                                                     | Daniel Lubetzky                        | Förderung der Koexistenz durch die Zusammenarbeit mit Israelis, Palästinensern, Ägyptern, Australiern, Türken, Indonesiern und Sri Lankern bei der Herstellung und Lieferung von Lebensmittelspezialitäten mit natürlichen Zutaten. PeaceWorks ist davon überzeugt, dass wirtschaftliche Zusammenarbeit gute Beziehungen zwischen rivalisierenden Gruppen schaffen kann. |
| Population and Community Development Association                               | Mechai Viravaidya                      | Verwendet einen gemeindebasierten, partizipatorischen Ansatz für die Familienplanung in Thailand, bei dem Bewohner von Dörfern und Stadtvierteln rekrutiert und geschult werden, um Informationen zur Familienplanung und Verhütungsmittel, einschließlich oraler Kontrazeptiva, in ihren Gemeinden bereitzustellen. Das Projekt hat wesentlich dazu beigetragen, die jährliche Bevölkerungswachstumsrate in Thailand zu senken. Betreibt auch Grund- und Sekundarschulen, die den Armen eine private Ausbildung ermöglichen. |
| Voice Of The Free (name at the time of the award was Visayan Forum Foundation) | Maria Cecilia Flores-Oebanda           | Bekämpft die moderne Sklaverei auf den Philippinen, insbesondere den Menschenhandel und die Ausbeutung von Hausangestellten. Bietet Pflege und gemeindebasierte Programme und Dienste für Frauen und Kinder, die Opfer des Menschenhandels geworden sind, mit Schutzräumen, die strategisch an den Routen des Menschenhandels liegen. Arbeitet mit dem privaten Sektor und den Verkehrsbehörden zusammen, um Häfen und Flughäfen zu bewachen und gehandelte Frauen und Kinder abzufangen sowie Familien und junge Menschen zu befähigen, sich der Anwerbung zu widersetzen. baut soziale Bewegungen auf, um die Opfer zu schützen, Ausbeutung zu verhindern und die Täter zu verfolgen. |

### 2009 Skoll Awards
| Organisation                                  | Preisträger                                      | Arbeitsbereich |
| --------------------------------------------- | ------------------------------------------------ | --- |
| APOPO                                         | Bart Weetjens                                    | Soziales Unternehmen mit Sitz in Tansania, das Technologien zur Erkennung von Tieren für humanitäre Zwecke erforscht, entwickelt und einsetzt. Sie trainieren Ratten und Hunde, um Minen und Tuberkulose anhand ihres Geruchs zu erkennen. |
| Bioregional Development Group                 | Pooran Desai, Sue Riddlestone                    | Wohltätigkeitsorganisation, die mit Organisationen auf der ganzen Welt zusammenarbeitet, um eine positive Sicht auf eine nachhaltige Zukunft zu fördern. Entwickelt Planungsinstrumente und stellt sie offen im Internet zur Verfügung, setzt sich für eine Politik ein, die eine nachhaltige Entwicklung fördert, und berät bei Demonstrationsprojekten. |
| EcoPeace Middle East                          | Gidon Bromberg, Munqeth Mehyar, Nader Al Khateeb | Bringt jordanische, palästinensische und israelische Umweltschützer zusammen, um gemeinsame Maßnahmen zum Schutz des Umweltkulturerbes in der Region zu fördern. Dieses Programm fördert sowohl den Frieden als auch die nachhaltige regionale Entwicklung. |
| Gaia Amazonas                                 | Martin von Hildebrand                            | Unterstützt indigene Gruppen im Amazonas-Regenwald bei der Ausübung ihrer Selbstverwaltung und der Ausweitung ihres Territoriums und entwickelt interkulturelle Bildungs- und Gesundheitsprogramme. Ihr Ziel ist es, die biologische und kulturelle Vielfalt zu schützen und so die Zukunft des Amazonas zu sichern. |
| INJAZ Al-Arab                                 | Soraya Salti                                     | Zusammenarbeit mit dem privaten und öffentlichen Sektor, um jungen Menschen in der arabischen Welt Programme zur Vermittlung von Finanzwissen, Arbeitsbereitschaft und unternehmerischen Fähigkeiten anzubieten. Fördert außerdem unter den Führungskräften in der arabischen Welt eine Kultur für mehr Mentorenschaft, des Engagements und der Ehrenamtlichkeit. |
| International Center for Transitional Justice | Juan Mendez, Paul van Zyl                        | Arbeitet mit Gesellschaften zusammen, die mit massiven Menschenrechtsverletzungen konfrontiert sind, um die Rechenschaftspflicht zu fördern, die Wahrheit zu finden, Wiedergutmachung zu leisten und vertrauenswürdige Institutionen aufzubauen. Bietet staatlichen Institutionen und politischen Entscheidungsträgern auf lokaler, nationaler und internationaler Ebene technische Beratung, politische Analysen und vergleichende Forschung zu Ansätzen der Übergangsjustiz. Sie arbeiten auch mit Opfergruppen und Gemeinschaften, Menschenrechtsaktivisten, Frauenorganisationen und anderen Akteuren der Zivilgesellschaft zusammen und erstellen Forschungsarbeiten und Analysen zu Entwicklungen im Bereich der Übergangsjustiz auf der ganzen Welt. |
| Teach for All                                 | Wendy Kopp                                       | Unterstützt und vernetzt unabhängige Organisationen auf der ganzen Welt mit dem Ziel, jedem Kind Zugang zu hochwertiger Bildung zu verschaffen. Engagiert junge Führungskräfte, die zwei Jahre lang in Gebieten mit hohem Bildungsbedarf unterrichten, und versucht, langfristige Systemveränderungen innerhalb und außerhalb des Bildungssektors voranzutreiben. Gegründet, um den Ansatz von Teach For America auf andere Länder auszuweiten. |
| VisionSpring                                  | Jordan Kassalow                                  | Schafft neue Vertriebskanäle, um Menschen mit Sehschwäche, die keinen Zugang zu den bestehenden Brillenmärkten haben oder nicht über die nötigen Mittel verfügen, erschwingliche Brillen zu liefern. |
| Water.org                                     | Gary White                                       | Ermöglicht Gemeinden in Afrika, Südasien und Mittelamerika den Zugang zu sicherem Wasser und sanitären Einrichtungen. Verwendet einen marktorientierten Ansatz auf Mikrofinanzbasis, der bedürftigen Menschen Kredite zur Deckung ihres Wasser- und Sanitärbedarfs gewährt. |

### 2010 Skoll Awards
| Organisation     | Preisträger                                    | Arbeitsbereich |
| ---------------- | ---------------------------------------------- | --- |
| Building Markets | Scott Gilmore                                  | Schafft Märkte und Arbeitsplätze, um den Frieden in Entwicklungsländern zu erhalten, indem es lokale Unternehmer fördert und sie mit neuen Geschäftsmöglichkeiten in Kontakt bringt. Umlenkung internationaler Ausgaben auf die Entwicklung der lokalen Wirtschaft, um die Armut zu verringern und Stabilität in konfliktträchtigen Ländern zu schaffen. |
| Encore.org       | Marc Freedman                                  | Aufbau einer Bewegung für Menschen mittleren und höheren Alters, die eine "Zusatzkarriere" anstreben. Ziel ist es, die im Laufe des Lebens erworbenen Talente und Fähigkeiten zu nutzen, um zur Lösung sozialer Probleme wie Bildung, Umwelt, Gesundheitswesen und Obdachlosigkeit beizutragen. |
| Forest Trends    | Michael Jenkins                                | Gegründet von führenden Vertretern von Naturschutzorganisationen, Forstunternehmen, Forschungsgruppen, Private Equity und Philanthropen, um die Entwicklung integrierter Anreize in den Bereichen Kohlenstoff, Wasser und biologische Vielfalt zu initiieren, die zum Schutz der Wälder und zum Nutzen der lokalen Gemeinschaften beitragen. Ziel ist es, die Erhaltung der Tropenwälder ebenso wertvoll zu machen wie ihre Entwicklung. |
| Imazon           | Carlos Souza, Jr, Beto Verissimo               | Non-profit research institution working in the Amazon to promote sustainable development through scientific studies, public policy consulting and support, capacity building, and broad dissemination of information. Serves as incubator for ideas and Amazonian scientists. Core programs include landscape monitoring, forest and community, law and sustainability, forest policy and economics, and climate change. |
| One Acre Fund    | Andrew Youn                                    | Unterstützt Kleinbauern in Afrika und arbeitete zur Zeit der Preisverleihung in Kenia, Ruanda, Burundi, Tansania, Malawi und Uganda. Sie versorgen die Landwirte mit Werkzeugen, Schulungen und Finanzmitteln, damit sie ihre Produktion steigern und ihren Weg aus Armut und Hunger finden können. |
| Telapak          | Ambrosuis Ruwindruarto, Silverius Oscar Unggul | Indonesische Vereinigung von NRO-Aktivisten, Geschäftsleuten, Akademikern, Medienvertretern und führenden Vertretern indigener Völker, Fischern und Bauern. Sie setzen sich gegen die Zerstörung von Ökosystemen und Ungerechtigkeiten gegenüber der lokalen und indigenen Bevölkerung ein, indem sie Einfluss auf die öffentliche Politik im Bereich des Naturschutzes nehmen, eine von der Gemeinschaft betriebene Bewirtschaftung der natürlichen Ressourcen einführen, die illegale oder ausbeuterische Gewinnung von Ressourcen aufdecken und Widerstandskampagnen zur Verbesserung der Politik auf lokaler und internationaler Ebene führen. |
| Tostan           | Molly Melching                                 | hat ihr Community Empowerment Program entwickelt und in Tausenden von Gemeinden in zehn afrikanischen Ländern verbreitet. Das Programm zielt darauf ab, Gemeinden bei der nachhaltigen Entwicklung und dem sozialen Wandel zu unterstützen, wobei der Schwerpunkt auf der Achtung der Menschenrechte liegt. Es fördert die Änderung sozialer Normen in Bezug auf Gewalt gegen Frauen, frühe Heirat und weibliche Genitalbeschneidung. |

### 2011 Skoll Awards
| Organisation       | Preisträger   | Arbeitsbereich |
| ------------------ | ------------- | --- |
| Health Leads       | Rebecca Onie  | Eine in den USA ansässige Organisation, die der Meinung ist, dass eine angemessene medizinische Versorgung auch die Befriedigung der grundlegenden Ressourcenbedürfnisse und sozialen Bedürfnisse der Patienten voraussetzt. In den Kliniken, in denen Health Leads tätig ist, verschreiben die Ärzte neben Medikamenten auch Lebensmittel, Wärme und andere grundlegende Hilfsmittel. Die Patienten bringen die Rezepte dann zu einem Health Leads Desk, wo Anwälte mit den Patienten zusammenarbeiten, um ihnen Zugang zu kommunalen Ressourcen und öffentlichen Leistungen zu verschaffen. |
| New Teacher Center | Ellen Moir    | Um das Leistungsgefälle an amerikanischen Schulen zu verringern, bietet das NTC umfassende Mentoring- und Weiterbildungsprogramme für neue Lehrer und Schulleiter an. Neue Lehrkräfte werden oft an Schulen in einkommensschwachen Gegenden geschickt, die nur schwer mit Lehrkräften besetzt werden können, so dass sowohl die Lehrkräfte als auch die Schüler von der Verbesserung der Effizienz der Lehrkräfte profitieren können. |
| Pratham            | Madhav Chavan | Nichtregierungsorganisation, die sich auf die Verbesserung der Qualität der Bildung in Indien mit kostengünstigen, replizierbaren Programmen konzentriert. Durch die Zusammenarbeit mit Akteuren auf allen Ebenen des Bildungssystems versucht sie, replizierbare und skalierbare Modelle für den Unterricht zu schaffen. Pratham hat neue Lehr- und Lernmethoden entwickelt und eine landesweite Schulumfrage durchgeführt, die sich auf politische Diskussionen ausgewirkt hat. |
| Water for People   | Ned Breslin   | Ziel ist eine vollständige Wasserversorgung für jede Familie, Schule und Klinik. Entwicklung langfristiger Lösungen durch Gespräche mit den Menschen darüber, wie sie leben und was sie brauchen, mit dem Ziel, lokale Kapazitäten aufzubauen, damit die Gemeinschaften nicht von ausländischer Hilfe für Wasser abhängig sind. |

### 2012 Skoll Awards
| Organisation                                   | Preisträger                        | Arbeitsbereich |
| ---------------------------------------------- | ---------------------------------- | --- |
| Gawad Kalinga Community Development Foundation | Tony Meloto, Jose Luis Oquinena    | Gawad Kalinga ist eine philippinische Bewegung, deren Name "Fürsorge geben" bedeutet. Ihr Ziel ist es, die Armut zu verringern, indem sie den Armen ihre Würde zurückgibt. Sie wollen armen Filipinos physisch und spirituell helfen, beginnend mit Wohnraum, dann mit Bildung und Lebensunterhalt. Ihr Modell betont gemeinschaftsweite Werte als wichtigen Teil des Weges aus der Armut. Die Organisation hat ihre Arbeit inzwischen auf Kambodscha, Indonesien und Papua-Neuguinea ausgeweitet und arbeitet an der Friedenskonsolidierung in Mindanao und am Wiederaufbau in Gemeinden nach Katastrophen. |
| Landesa                                        | Tim Hanstad                        | Viele der Armen weltweit leben in ländlichen Gebieten, in denen Land ein entscheidendes Gut ist, und mehr als eine Milliarde Menschen haben keine Rechte an ihrem Land. Landesa unterstützt arme Familien dabei, Rechte an ihrem Land zu erlangen, indem es mit Regierungen und lokalen Organisationen zusammenarbeitet, um politische und kulturelle Bedingungen zu bewerten und zu ändern und die Auswirkungen zu überwachen. Mit dem Recht auf Land erhalten diese armen Familien einen Weg aus der Armut und die Möglichkeit, Bildung, Gesundheit und Ernährung zu verbessern. Sie hatten zum Zeitpunkt der Preisverleihung mehr als 109 Millionen Familien in Ländern wie Afghanistan, China, Äthiopien, Ghana, Indien, Kenia, Liberia, Ruanda und Uganda geholfen. |
| Nidan                                          | Arbind Singh                       | Indische Organisation, die sich darauf konzentriert, unorganisierte Arbeiter im informellen Sektor bei der Gründung von juristischen Personen wie Verbänden, Genossenschaften, Selbsthilfegruppen und kleinen Unternehmen zu unterstützen. Dies ermöglicht es Arbeitnehmern wie Wanderarbeitern, Straßenverkäufern und Lumpensammlern, die keinen gesetzlichen Schutz vor systematischer Ausbeutung genießen, eine kollektive Verhandlungsmacht zu erlangen. Nidan setzt sich auch für die Rechte der nicht-organisierten Arbeiter in den Bereichen Bildung, Gesundheit und Schutz der im informellen Sektor arbeitenden Kinder ein. |
| Proximity Designs                              | Debbie Aung Din Taylor, Jim Taylor | Entwickelt und liefert landwirtschaftliche Produkte und Dienstleistungen, die von einkommensschwachen Familien im ländlichen Myanmar genutzt werden, um die Produktivität der Landwirtschaft messbar zu verbessern. Dies führt zu mehr Einkommen für Lebensmittel, Gesundheitskosten, Re-Investitionen in die Landwirtschaft und Bildung. Seit 2004 haben sie dazu beigetragen, das Einkommen von mehr als 100.000 ländlichen Haushalten um über 276 Millionen US-Dollar zu erhöhen (Stand 2012). |

### 2013 Skoll Awards
| Organisation            | Preisträger         | Arbeitsbereich |
| ----------------------- | ------------------- | --- |
| BasicNeeds              | Chris Underhill     | BasicNeeds verfolgt einen ganzheitlichen Ansatz, um das Leben psychisch kranker Menschen auf der ganzen Welt zu verbessern. Durch die Kombination von gesundheitlichen, sozioökonomischen und gemeinschaftsorientierten Lösungen mit Veränderungen in der Praxis, Politik und Ressourcenverteilung trägt BasicNeeds dazu bei, dass Menschen mit psychischen Erkrankungen oder Epilepsie und ihre Familien erfolgreich in ihren Gemeinschaften leben und arbeiten können. BasicNeeds bietet Zugang zu regelmäßiger gemeindebasierter Behandlung sowie Unterstützung für den Lebensunterhalt und Programme zur Überwindung von Stigmatisierung und Missbrauch. Das Modell von BasicNeed, das die Kapazitäten bestehender Dienste ausbaut und gleichzeitig Selbsthilfegruppen fördert, wurde in 12 Ländern getestet. |
| The Citizens Foundation | Mushtaq Chhapra     | Als eine der führenden Organisationen Pakistans im Bereich der formalen Bildung hat die Citizens Foundation landesweit mehr als 1.000 zweckbestimmte Schuleinheiten mit 165.000 Schülern eingerichtet. Sie strebt einen Frauenanteil von 50 Prozent in den meisten ihrer Schulen an und hat einen rein weiblichen Lehrkörper mit 7.700 Mitarbeitern. Sie sind der Ansicht, dass jeder Mensch ein Recht auf eine Grundbildung hat, und versuchen, die Schranken von Klasse und Privilegien zu beseitigen und alle Bürger Pakistans zu Akteuren eines positiven Wandels zu machen. |
| Crisis Action           | Gemma Mortensen     | Arbeitet mit Einzelpersonen und Organisationen der Zivilgesellschaft zusammen, um Koalitionen zum Schutz der Zivilbevölkerung vor bewaffneten Konflikten zu koordinieren. Ihre Arbeit erleichtert es den Koalitionen, schneller zusammenzukommen, um die Wirkung kollektiver Kampagnen zu verstärken. |
| Independent Diplomat    | Carne Ross          | Eine unabhängige, gemeinnützige diplomatische Beratungsfirma, die Regierungen, politischen Gruppen, internationalen Institutionen und Nichtregierungsorganisationen unvoreingenommene, vertrauliche Beratung und Unterstützung in Fragen der diplomatischen Strategie und der internationalen Beziehungen bietet. Sie verlangen von ihren Kunden, dass sie sich zu Demokratie, Menschenrechten und Rechtsstaatlichkeit bekennen. |
| Khan Academy            | Sal Khan            | Gemeinnützige Bildungsorganisation mit Sitz im Silicon Valley, die sich zum Ziel gesetzt hat, eine "kostenlose, erstklassige Bildung für jedermann und überall" zu bieten. Sie bieten Online-Ressourcen für die Vorschul- bis zur frühen Hochschulbildung in einer Vielzahl von Fächern sowie eine kostenlose, personalisierte SAT-Vorbereitung. Ihr Material ist in Dutzenden von Sprachen verfügbar und wird von 100 Millionen Menschen weltweit genutzt. |
| World Health Partners   | Gopi Gopalakrishnan | Eine internationale Gesundheitsorganisation, die ein Netz von mehr als 6 500 Franchise-Gesundheitszentren auf Dorfebene aufgebaut hat, die eine Gesamtbevölkerung von etwa 25 Millionen Menschen versorgen. |

### 2014 Skoll Awards
| Organisation                                   | Preisträger                                    | Arbeitsbereich |
| ---------------------------------------------- | ---------------------------------------------- | --- |
| B Lab                                          | Andrew Kassoy, Jay Coen Gilbert, Bart Houlahan | Gemeinnützige Organisation, die eine Zertifizierung für nachhaltiges Wirtschaften an Unternehmen vergibt, die ihre Standards für soziale und ökologische Auswirkungen, Rechenschaftspflicht und Transparenz erfüllen. Neben dem Zertifizierungsprogramm betreibt B Lab GIIRS, eine Ratingagentur und Analyseplattform für Impact-Investoren, und arbeitet an der Gesetzgebung zur Schaffung neuer Unternehmensformen. |
| Fundación Capital                              | Yves Moury                                     | Die Fundación Capital arbeitet im Bereich der integrativen Finanzierung und des Aufbaus von Vermögenswerten, um die Armut zu verringern, indem sie den Zugang zu Kapital, Informationen, Ausbildung und produktiven Möglichkeiten erweitert. Ihr Ziel ist es, Menschen dabei zu helfen, sich aus der Armut zu befreien, indem sie ihnen Wissen und Instrumente zum Sparen, zum Aufbau von Vermögenswerten und zum Risikomanagement vermitteln. Sie arbeiten auch an der Verbesserung und Entwicklung neuer politischer Maßnahmen, die die finanzielle Eingliederung und den sozialen Schutz auf breiter Ebene verbessern. |
| Girls Not Brides                               | Mabel van Oranje                               | Organisation, die sich für die Beendigung der Kinderheirat einsetzt und Mädchen das Recht auf ein selbstbestimmtes Leben zugesteht. Sie arbeitet mit über 500 zivilgesellschaftlichen Organisationen aus mehr als 70 Ländern auf der ganzen Welt zusammen. |
| Global Witness                                 | Simon Taylor, Charmian Gooch, Patrick Alley    | setzt sich für den Schutz der Menschenrechte und der Umwelt ein, indem sie Untersuchungen und Kampagnen im Zusammenhang mit Konflikten und Korruption im Rohstoffsektor durchführt. Sie glauben, dass vollständige Transparenz im Rohstoffsektor der einzige Weg ist, um die Rechte der Menschen auf Land, Lebensunterhalt und einen fairen Anteil an ihrem nationalen Reichtum zu schützen. |
| Medic Mobile                                   | Josh Nesbit                                    | Medic Mobile schafft vernetzte, koordinierte Gesundheitssysteme in schwer zugänglichen Gebieten mit Hilfe mobiler Technologie. Ihr Technologie-Kit ist kostenlos und ermöglicht Nachrichtenübermittlung, Datenerfassung und Analysen in jeder Sprache und funktioniert mit oder ohne Internetverbindung. |
| Slum Dwellers International                    | Jockin Arputham                                | Ein Netzwerk von gemeindebasierten Organisationen der städtischen Armen, das in 33 Ländern in Afrika, Asien und Lateinamerika tätig ist. Sie verfügen über eine Reihe von Praktiken und Grundsätzen, die sie anwenden, um den armen städtischen Gemeinschaften eine Stimme und kollektive Kapazitäten zu verleihen. |
| Water and Sanitation for the Urban Poor (WSUP) | Sam Parker                                     | Gemeinnützige Organisation, die gegründet wurde, um die Lücke in den Städten zu schließen, die aufgrund der Abwanderung in die Städte nicht in der Lage sind, grundlegende Dienstleistungen anzubieten. Sie arbeitet mit lokalen Anbietern zusammen, um Dienstleistungen zu entwickeln, Infrastrukturen aufzubauen und Finanzmittel einzuwerben, damit sie einkommensschwache Gemeinden erreichen können. Sie ist in sechs Ländern ständig präsent und berät auch bei Projekten im Bereich der städtischen Wasserversorgung und Abwasserentsorgung.                                                                       |

### 2015 Skoll Awards
| Organisation                                  | Preisträger          | Arbeitsbereich |
| --------------------------------------------- | -------------------- | --- |
| Blue Ventures                                 | Alasdair Harris      | Soziales Unternehmen, das die Wissenschaft nutzt, um neue Ansätze für den lokal geführten Meeresschutz zu entwickeln. Sie waren verantwortlich für die Ausrichtung der nationalen Fischereipolitik, die Schaffung des größten lokal verwalteten Meeresschutzgebiets im Indischen Ozean, die Entwicklung nachhaltiger Aquakultur- und Ökotourismusunternehmen sowie die Entwicklung neuer Modelle für die Finanzierung und Förderung des Meeresschutzes. Ihr Modell wurde von vielen Gemeinden, Unternehmen, Regierungen und NROs übernommen. |
| Educate Girls Foundation                      | Safeena Husain       | NRO, die die Probleme, die der Ungleichheit der Geschlechter im indischen Bildungssystem zugrunde liegen, ganzheitlich angeht. Ihr Modell reformiert staatliche Schulen durch die Übernahme von Verantwortung durch die Gemeinden und führt zu einer Einschulungsrate von über 90 % und einer höheren Anwesenheitsquote, und sie hat auch die Schulinfrastruktur, die Qualität der Bildung und die Lernergebnisse von Mädchen verbessert. Derzeit sind sie in mehr als 8 500 Schulen in über 4500 Dörfern im indischen Bundesstaat Rajasthan tätig und haben sich zum Ziel gesetzt, bis 2018 über vier Millionen Kinder in unterversorgten indischen Gemeinden zu unterstützen.                                                                                |
| Foundation for Ecological Security            | Jagdeesh Rao Puppala | Gemeinnützige Stiftung, die sich für die Erhaltung der Natur und der natürlichen Ressourcen durch kollektives Handeln der Gemeinschaft und Land- und Ressourcenmanagement auf Dorfebene einsetzt. Sie hofft, den Einfluss von zwei Konzepten bei der Verwaltung gemeinsamer Ressourcen zu erhöhen: ein sozio-ökologischer Systemansatz und ein "Allmende-Paradigma". Sie haben festgestellt, dass sich die Vorteile dieses Ansatzes für den Naturschutz auch auf andere Aspekte des Dorflebens wie Bildung, Gesundheit und wirtschaftliche Möglichkeiten auswirken. |
| Institute of Public and Environmental Affairs | Ma Jun               | Gemeinnützige Organisation mit Sitz in Peking, die Datenbanken zur Umweltverschmutzung entwickelt hat, um die Umweltleistung von Unternehmen zu überwachen und die Verantwortlichkeit und öffentliche Beteiligung an der Umweltpolitik zu fördern. Auf ihrer Website kann die Öffentlichkeit die Umweltbilanz chinesischer Hersteller recherchieren, die Unternehmen auf einer Karte lokalisieren und den Stand der Luft- und Wasserverschmutzung in ihrer Region abrufen. Sie sind auch Teil einer Koalition chinesischer Nichtregierungsorganisationen, die sich für eine globale grüne Lieferkette einsetzen, indem sie sich auf die Zulieferer großer Unternehmen konzentrieren und die Verbraucher ermutigen, umweltbewusstere Entscheidungen zu treffen. |

### 2016 Skoll Awards
| Organisation                   | Preisträger               | Arbeitsbereich |
| ------------------------------ | ------------------------- | --- |
| Breakthrough                   | Mallika Dutt, Sonali Khan | Breakthrough beugt Gewalt gegen Frauen und Mädchen vor, indem es die Normen der Gemeinschaft verändert. Ihr Ziel ist es, die gesamte Gemeinschaft, insbesondere Männer und Jungen, in den Wandel einzubeziehen und Gewalt gegen Frauen zu einem Problem für alle und nicht nur zu einem Frauenthema zu machen. Sie setzen Medien, Kunst und Technologie ein, um die Orte anzusprechen, an denen die Normen der Gemeinschaft geprägt werden – Kirchen, Schulen, Arbeitsplätze und soziale Medien – und nutzen eine Vielzahl von Programmen, um verschiedene Teile der Gemeinschaft anzusprechen. Sie arbeiten auch mit verschiedenen Akteuren an vorderster Front zusammen, z. B. mit der Polizei und dem Gesundheitspersonal, um künftige systemische Gewalt gegen Frauen und Mädchen zu verhindern. |
| Equal Justice Initiative (EJI) | Bryan Stevenson           | Versucht, das Strafrechtssystem in den Vereinigten Staaten zu reformieren und denjenigen zu helfen, die zu Unrecht inhaftiert wurden. EJI setzt sich für Reformen innerhalb des Strafrechtssystems ein und arbeitet auch daran, die Probleme mit größeren Problemen der Rassismus zu verknüpfen und diese Probleme durch Rechtsstreitigkeiten, politische Reformen und Bildung zu lösen. EJI arbeitet als gemeinnützige Anwaltskanzlei, die ihren Klienten bei der Einlegung von Rechtsmitteln gegen ungerechtfertigte Verurteilungen oder Strafen hilft, während sie gleichzeitig langfristige Beziehungen zu den Klienten aufbaut und sie bei der Wiedereingliederung in die Gesellschaft unterstützt. |
| Living Goods                   | Chuck Slaughter           | Living Goods hat ein Netz von dörflichen Gesundheitsunternehmern aufgebaut, die Familien über bessere Gesundheitspraktiken aufklären und grundlegende Gesundheitsprodukte wie Mittel gegen Malaria und Lungenentzündung, angereicherte Nahrungsmittel, Kits für eine gesunde Schwangerschaft und Solarleuchten zu einem angemessenen Preis zum Verkauf anbieten. Sie arbeiten in ländlichen Gebieten Südostasiens und Afrikas, wo viele Menschen keinen Zugang zu Ärzten und Kliniken haben und wo viele Kinder an vermeidbaren Ursachen sterben. Sie verwenden Smartphone-Apps, um Messwerte und Leistungen zu verfolgen, Diagnosen zu automatisieren und Behandlungserinnerungen zu versenden. |
| Namati                         | Vivek Maru                | Namati bildet Rechtsbeistände an der Basis aus und setzt sie ein, um die vielen Menschen in der Welt zu schützen und zu unterstützen, die nicht unter dem Schutz des Gesetzes leben. Die Anwälte von Namati arbeiten mit Gemeinden zusammen, um grundlegende Rechte wie die Anerkennung der Staatsbürgerschaft, Landbesitz und Zugang zur Gesundheitsversorgung durchzusetzen. Sie nutzen ihre Erfahrungen und Daten auch, um sich für die Verbesserung von Maßnahmen und Systemen einzusetzen, die Millionen von Menschen betreffen. Ihre Bemühungen hatten zum Zeitpunkt der Preisverleihung dazu geführt, dass über 3.000 Menschen in Kenia und Bangladesch Ausweisdokumente erhalten haben, die den Zugang zu staatlichen Dienstleistungen und formeller Beschäftigung gewährleisten, dass in Mosambik gegen Bestechung im Gesundheitswesen vorgegangen wurde, dass Gemeinden in Indien vor Umweltverstößen geschützt wurden und dass in Liberia das nationale Gesetz über Landrechte verabschiedet wurde. |
| Videre                         | Oren Yakobovich           | Videre hilft Aktivisten in schutzbedürftigen Gemeinschaften, die mit Menschenrechtsverletzungen, Zensur und Kommunikationsausfällen konfrontiert sind, indem es ihnen Ausrüstung, Schulungen und Unterstützung bietet, um Menschenrechtsverletzungen sicher zu filmen. Dieses Filmmaterial wird dann verbreitet, um die Medien, die politische Führung und die Gerichte zu beeinflussen. Ihre Bemühungen haben dazu geführt, dass politische Verfolgung, Korruption und Gewalt aufgedeckt und die Täter vor Gericht gestellt wurden, dass die Bedingungen für Aktivisten sicherer wurden und dass sich das Verhalten der Führung änderte. |

### 2017 Skoll Awards
| Organisation     | Preisträger       | Arbeitsbereich |
| ---------------- | ----------------- | --- |
| Babban Gona      | Kola Masha        | Soziales Unternehmen im Besitz von Investoren mit dem Ziel, die kleinbäuerliche Landwirtschaft in Nigeria neu zu beleben. Sie betreuen kleine Netzwerke von Landwirten, wobei der Schwerpunkt auf der Anwerbung junger Menschen liegt. Sie bieten ihren Mitgliedern Entwicklung und Schulung, Kredite, landwirtschaftliche Betriebsmittel, Marketingunterstützung und andere wichtige Dienstleistungen. Durch die Steigerung der Erträge und des Einkommens jedes einzelnen Landwirts auf das 2,3-fache des Landesdurchschnitts wollen sie zeigen, dass das Segment der Kleinbauern ein rentables Segment für Investitionen ist. |
| Build Change     | Elizabeth Hausler | Anstatt nach einer Notsituation neuen Wohnraum zu schaffen, setzt Build Change auf den präventiven Bau oder die Nachrüstung von katastrophenfesten Häusern und Schulen in Entwicklungsländern, die durch Naturkatastrophen wie Erdbeben und Taifune gefährdet sind. Durch den Einsatz standardisierter Bau- und Nachrüstungskonzepte, Partnerschaften mit lokalen Universitäten und bestehenden Subventions- und Anreizprogrammen kann Build Change die Arbeit erschwinglicher machen. Sie arbeiten auch mit Regierungen und Entwicklungsagenturen zusammen, um Baunormen und -vorschriften zu fördern und Anreize für katastrophenresistentes Bauen zu schaffen. |
| Last Mile Health | Raj Panjabi       | Last Mile Health hat es sich zur Aufgabe gemacht, die Gesundheitsversorgung für Menschen in Entwicklungsländern zu verbessern, die nicht innerhalb einer Stunde Fußweg zu einer Klinik leben. Last Mile Health arbeitet mit Regierungen zusammen, um Netze von Gesundheitshelfern in den Gemeinden aufzubauen und zu verwalten, die Teil des öffentlichen Gesundheitssystems sind. Sie konzentrieren sich bei der Ausbildung auf die Gesundheit von Müttern und Kindern, Familienplanung, Therapietreue und Epidemieüberwachung und werden von Krankenschwestern als Mentoren betreut. Dadurch konnte die Säuglingssterblichkeit gesenkt und die Behandlung von Kindern gegen Durchfall, Malaria und Lungenentzündung verbessert werden. Last Mile Health arbeitet mit dem liberianischen Gesundheitsministerium zusammen, um das Modell landesweit anzuwenden. |
| Polaris          | Bradley Myles     | Polaris geht gegen den Menschenhandel vor, indem es Daten nutzt, um Opfer zu finden und zu unterstützen und Menschenhändler zu verfolgen. Sie sammeln Daten aus den Erfahrungen der Opfer, um die Interessenvertretung, gezielte Kampagnen, die Strafverfolgung und andere Organisationen zu unterstützen, die gegen den Menschenhandel vorgehen und ihn verhindern. Ihre direkte Arbeit zur Unterstützung von Opfern, wie z. B. Menschenhandels-Hotlines, verschafft den Strafverfolgungsbehörden Zugang zu Tipps und verwertbaren Informationen, zeigt Lücken bei Dienstleistungen und Ressourcen auf und fördert die Zusammenarbeit zwischen Hilfsorganisationen in den gesamten Vereinigten Staaten. |

### 2018 Skoll Awards
| Organisation        | Preisträger                  | Arbeitsbereich |
| ------------------- | ---------------------------- | --- |
| Angaza              | Lesley Silverthorn Marincola | Für arme ländliche Gemeinden, denen es an zuverlässiger Energie mangelt, würde sich Solarenergie im Laufe der Zeit amortisieren, aber die Vorlaufkosten sind für die meisten zu hoch. Angaza hat ein zugängliches Pay-As-You-Go-Finanzierungssystem entwickelt, um den Zugang zu Solarenergie zu erweitern. Um dies zu ermöglichen, setzt das Unternehmen zwei Instrumente ein: Lizenzen für den Einbau von Schaltkreisen zur Fernaktivierung in die Hardware und eine cloudbasierte Software zur Aktivierung und Durchsetzung von Krediten. Neben Solarbeleuchtungssystemen bieten sie auch Zugang zu solaren Wasserpumpen und Haushaltsgeräten. Das Unternehmen war zum Zeitpunkt der Preisverleihung in mehr als 30 Ländern tätig, vor allem in Afrika. |
| Callisto            | Jess Ladd                    | Um Hindernisse für die Meldung sexueller Übergriffe zu beseitigen, hat Callisto eine Online-Plattform eingerichtet, die Überlebenden Informationen und neue Möglichkeiten zur Dokumentation und Meldung ihrer Erfahrungen bietet. Zu diesen Optionen gehören das Speichern eines Berichts mit Zeitstempel zur späteren Verwendung, die sofortige Meldung an die Behörden oder das Speichern des Datensatzes zur automatischen Meldung, wenn derselbe Angreifer von einem anderen Überlebenden genannt wird. |
| Code for America    | Jennifer Pahlka              | Code for America arbeitet an der Verbesserung staatlicher Dienstleistungen in den Bereichen Gesundheit, Strafjustiz und Arbeitskräfteentwicklung mit einem nutzerzentrierten, iterativen und datengesteuerten Ansatz. Sie helfen den Nutzern, sich in diesen Systemen zurechtzufinden, indem sie quelloffene, benutzerfreundliche Dienste entwickeln, um die Bereitstellung von Regierungsprogrammen zu verbessern, und dann die daraus resultierenden Daten nutzen, um diese Systeme in Zusammenarbeit mit den Regierungsbehörden zu verbessern. Darüber hinaus haben sie eine zivilgesellschaftliche Tech-Bewegung mit Tausenden von Freiwilligen in 64 aktiven Ortsgruppen im ganzen Land organisiert.                                                  |
| Global Health Corps | Barbara Pierce Bush          | Global Health Corps verbessert das globale Gesundheitssystem, indem es einen "Systemansatz zur Überprüfung und Veränderung des Status quo" anwendet. Sie rekrutieren eine Reihe junger Gesundheitsfachkräfte, die in bestehenden Gesundheitsorganisationen und Regierungsbehörden eingesetzt werden. Das in Süd- und Ostafrika sowie in den USA tätige Unternehmen bietet ein "Co-Fellow"-Programm an, bei dem ein nationaler und ein internationaler Fellow zusammenarbeiten, um die interkulturelle Zusammenarbeit zu fördern und eine größere Vielfalt an Perspektiven und Ansätzen zu gewährleisten. |
| myAgro              | Anushka Ratnayake            | Wendet ein "Lay-away"-Mikrosparmodell an, das es Kleinbauern in Afrika ermöglicht, ertragreicheres Saatgut, Düngemittel und Schulungen zu erwerben. Dieser Ansatz verschafft den Kleinbauern ein höheres Einkommen und belebt den Markt für Betriebsmittel, indem er mehr Anreize für Lieferanten schafft, größere Mengen dieses Saatguts und Düngers zu produzieren. |
| Selco Foundation    | Harish Hande                 | Ein Dachverband von Organisationen, die in Indien tätig sind und dezentrale Solarenergie für die Armen bereitstellen. SELCO India betreibt kleine Unternehmen, die zentralisierte Energieprodukte vermarkten, verkaufen, installieren und warten. Die SELCO Foundation ist ein Forschungslabor, das Open-Source-basierte Sozialinnovationen in verschiedenen Dienstleistungsbereichen entwickelt. Das SELCO-Inkubationsprogramm unterstützt saubere Energieunternehmen bei der Entwicklung nachhaltiger Lösungen für unterversorgte Gemeinden. Der SELCO Fund ist ein Impact Fund für Unternehmen, die auf der letzten Meile zur Energieversorgung stehen.                                                                                                 |

### 2019 Skoll Awards
| Organisation                          | Preisträger                       | Arbeitsbereich |
| ------------------------------------- | --------------------------------- | --- |
| Crisis Text Line                      | Nancy Lublin                      | Crisis Text Line hat einen reaktionsschnellen Krisenberatungsdienst geschaffen, der Big Data und SMS nutzt. Auf diese Weise können sie einen Teil der Mehrheit der Menschen mit psychischen Erkrankungen erreichen, die nie Hilfe bei einer medizinischen Fachkraft suchen. Ihre Dienste erreichen überproportional viele unterversorgte Bevölkerungsgruppen, vor allem junge, ländliche und einkommensschwache Menschen. Sie beherbergen den größten öffentlichen Datensatz zur psychischen Gesundheit, und sowohl sie als auch andere Organisationen nutzen ihre Daten, um ihre Dienstleistungen zu verbessern, von der Polizei über Gesundheitsämter bis hin zu Volkshochschulen und Nichtregierungsorganisationen. |
| Harambee Youth Employment Accelerator | Nicola Galombik, Maryana Iskander | Aufgrund des Erbes der Apartheid und der rasanten Globalisierung hat Südafrika eine der höchsten Jugendarbeitslosenquoten der Welt. Harambee Youth Employment Accelerator bietet praxisnahe Schulungen und Matching-Tools, um Arbeitgeber und Arbeitnehmer zusammenzubringen. Die Dienstleistungen zielen darauf ab, die Mitarbeiterbindung zu erhöhen und die Kostenbarrieren für Unternehmen bei der Einstellung arbeitsloser Jugendlicher zu senken. Das Modell von Harambee Youth Employment Accelerator wurde in Südafrika weithin übernommen und wurde nun auf Ruanda ausgeweitet. |
| mPedigree                             | Bright Simons, Selorm Branttie    | Um Produktfälschungen und Eingriffe in die Lieferkette zu reduzieren, hat mPedigree einen Produktidentifikationsmarker entwickelt, mit dem die Verbraucher die Echtheit der Produkte überprüfen können. Ein Code wird abgekratzt und dann mit einem mobilen Gerät gescannt. Dies ermöglicht die Rückverfolgbarkeit und Analyse der Lieferkette. Dies schreckt nicht nur Fälscher ab, sondern soll auch das Vertrauen der Verbraucher in den Markt stärken. mPedigree ist Partnerschaften mit dem privaten und dem öffentlichen Sektor eingegangen. Dank ihrer Datenanalyse und des maschinellen Lernens können sie nicht nur Fälschungen erkennen, sondern auch Fälschungstrends beobachten. |
| mPharma                               | Gregory Rockson                   | Um die überlastete pharmazeutische Versorgungskette in Afrika zu unterstützen, übernimmt mPharma die Verantwortung für die Versorgungskette, kauft Medikamente im Namen der Apotheken, reduziert Versorgungsprobleme und führt Preiskontrollen ein. Dank seiner Fähigkeit, die Nachfrage zu verfolgen und zu bündeln, und seiner größeren Kaufkraft kann mPharma die Kosten senken und die Effizienz steigern. Durch den Einkauf und die bedarfsgerechte Lieferung ersparen sie den Apotheken auch die Vorabkosten für Investitionen in den Lagerbestand. Dies hat die Verfügbarkeit von Medikamenten erhöht und Lagerbestände reduziert. mPharma arbeitet auch mit Kliniken zusammen, um Gesundheitsscreenings in der Gemeinde durchzuführen und Patienten für sein zinsloses Mikrofinanzierungssystem für Medikamente anzumelden. |
| Thorn                                 | Julie Cordua                      | Thorn entwickelt Technologien zur Bekämpfung des sexuellen Missbrauchs von Kindern. Sie kombinieren öffentlich zugängliche Daten aus Kleinanzeigen und Online-Foren mit Algorithmen und helfen den Strafverfolgungsbehörden, durchschnittlich acht Opfer von Kinderhandel pro Tag zu identifizieren. Sie nutzen Daten und Technologien, um Opfer zu identifizieren, und führen Kampagnen durch, um potenzielle Konsumenten von missbräuchlichen Inhalten abzuschrecken. Ihre Technologie wird von Strafverfolgungsbehörden in jedem US-Bundesstaat und in über 30 Ländern genutzt, was eine behördenübergreifende und grenzüberschreitende Zusammenarbeit im Kampf gegen Kinderhandel und Missbrauch ermöglicht. |

### 2020 Skoll Awards
| Organisation                                      | Preisträger                                    | Arbeitsbereich |
| ------------------------------------------------- | ---------------------------------------------- | --- |
| ARMMAN                                            | Aparna Hedge                                   | ARMANN setzt Technologie ein, um jungen und werdenden Müttern in Indien Informationen über die Gesundheitsversorgung zur Verfügung zu stellen. Durch die Ausweitung des Zugangs zu Informationen können sie die Mütter- und Säuglingssterblichkeit sowie die Unterernährung von Kindern verringern. Mithilfe des kostenlosen Mobilfunkanrufdienstes mMitra können sie Müttern während der Schwangerschaft und im Säuglingsalter wöchentlich zeitlich abgestimmte und gezielte Informationen zur Gesundheitsvorsorge zukommen lassen. Darüber hinaus bestehen zwei Partnerschaften mit der indischen Regierung: Kilkari, das die mMitra-Dienste auf fünf Sprachen ausweitet, und eine Mobile Academy zur Schulung von staatlichem Gesundheitspersonal. |
| Center for Tech and Civic Life                    | Tiana Epps-Johnson, Whitney May, Donny Bridges | Das Center for Tech and Civic Life (CTCL) hat ein multidisziplinäres Expertenteam zusammengestellt, um die systembedingte Ungleichheit und die geringe Wahlbeteiligung in den Vereinigten Staaten zu bekämpfen. Sie bieten kostenlose und kostengünstige Schulungen für Wahlbeamte an und stellen Instrumente zur Modernisierung des Prozesses bereit. |
| Glasswing International                           | Celina de Sola, Ken Baker                      | Glasswing International befasst sich mit banden- und gewaltbedingten Traumata bei jungen Menschen in El Salvador, Guatemala und Honduras. Ihr Ansatz basiert auf von Freiwilligen geleiteten Programmen nach der Schule, die nicht-klinische Interventionen und die Entwicklung von Lebenskompetenzen bieten. Dadurch werden die schulischen Leistungen der Schüler verbessert und Alternativen zu Kriminalität und Gewalt geboten. |
| Organized Crime and Corruption Reporting Project  | Drew Sullivan, Paul Radu                       | Das Organized Crime and Corruption Reporting Project (OCCRP) ist ein Netzwerk und eine Plattform für investigative Journalisten, die Korruption und organisiertes Verbrechen untersuchen. Es ermöglicht sichere, kollaborative und datengestützte Ermittlungen und bietet Zugang zu mehr als einer Milliarde Datensätzen und Medienpartnerschaften. OCRP arbeitet auch mit Interessenvertretungen zusammen und stellt ihnen Informationen und Beweise zur Verfügung, um Gerechtigkeit zu üben. |
| The International Council on Clean Transportation | Drew Kodjak                                    | Der International Council on Clean Transportation (ICCT) ist eine gemeinnützige Forschungsorganisation, die Regierungsvertretern, politischen Entscheidungsträgern, den Medien und der akademischen Gemeinschaft unvoreingenommene Forschungsergebnisse und Analysen zur Verfügung stellt, um eine bessere Politik für sauberen Verkehr zu schaffen, die zu sauberer Luft und geringerer globaler Erwärmung führen kann. |